# Entente Marly-le-Roi/Élancourt
L'Entente Marly-le-Roi/Élancourt est une entente entre deux clubs français de tennis de table que sont l'US Marly-le-Roi et le CTT Élancourt en 2007 afin de pouvoir donner leur chance, à haut niveau, aux meilleurs jeunes issus de la formation des 2 clubs. L'entente s'est opérée autour des équipes fanions féminines et masculines des deux clubs et porte le nom de Marly/Élancourt pour l'équipe de Pro B Dames et le nom de Élancourt/Marly pour la Nationale 2 Hommes. Après plusieurs mois de réflexion, les deux clubs décident de rompre leur entente. L'US Marly-le-roi préférant se tourner vers la formation de jeunes talents, c'est donc le CTT Élancourt qui repartira avec les deux équipes fanions féminine, maintenue en Pro B et masculine, promu en Nationale 1.

## Effectif pro 2011-2012
- Yanan Wang (Élancourt) : classée n°24 française
- Anne-Sophie Jean (Élancourt) : classée n°73 française
- Céline Pang (Marly-le-Roi) : classée n°105 française
- Pénélope Saul (Élancourt) : classée n°108 française
- Natalia Kaluzna (Marly-le-Roi) : classée n°174 française

Franck Saulnier (Élancourt): coach

## Bilan par saison
| 2011-2012 | Pro B       | 7e                                       | 35                                       | 18                                       | 5                                        | 7                                        | 6                                        | 50                                       | 48                                       | +2                                       |                                          |                                          |                                          |                                          |                                          |                                          |                                          |                                          |
| 2010-2011 | Pro B       | 3e                                       | 36                                       | 16                                       | 6                                        | 8                                        | 2                                        | 51                                       | 39                                       | +12                                      |                                          |                                          |                                          |                                          |                                          |                                          |                                          |                                          |
| 2009-2010 | Pro B       | 9e                                       | 33                                       | 18                                       | 5                                        | 5                                        | 8                                        | 48                                       | 55                                       | -7                                       |                                          |                                          |                                          |                                          |                                          |                                          |                                          |                                          |
| 2008-2009 | Nationale 1 | L'équipe reste une saison en Nationale 1 | L'équipe reste une saison en Nationale 1 | L'équipe reste une saison en Nationale 1 | L'équipe reste une saison en Nationale 1 | L'équipe reste une saison en Nationale 1 | L'équipe reste une saison en Nationale 1 | L'équipe reste une saison en Nationale 1 | L'équipe reste une saison en Nationale 1 | L'équipe reste une saison en Nationale 1 | L'équipe reste une saison en Nationale 1 | L'équipe reste une saison en Nationale 1 | L'équipe reste une saison en Nationale 1 | L'équipe reste une saison en Nationale 1 | L'équipe reste une saison en Nationale 1 | L'équipe reste une saison en Nationale 1 | L'équipe reste une saison en Nationale 1 | L'équipe reste une saison en Nationale 1 |
| 2007-2008 | Pro B       | 9e                                       | 25                                       | 18                                       | 2                                        | 3                                        | 13                                       | 31                                       | 65                                       | -34                                      |                                          |                                          |                                          |                                          |                                          |                                          |                                          |                                          |

## Effectif pro 2010-2011
- Yanan Wang (Élancourt) : classée n°24 française
- Julie Buil (Marly-le-Roi) : classée n°69 française
- Céline Pang (Marly-le-Roi) : classée n°105 française
- Pénéloppe Saul (Élancourt) : classée n°108 française